# Bad Azz
Bad Azz (* 27. November 1975 in Hawaiian Gardens, Kalifornien als Jamarr Antonio Stamps; † 11. November 2019 in Wildomar, Kalifornien) war ein US-amerikanischer Rapper der Stilrichtungen Westcoast-Hip-Hop und Gangsta-Rap.

## Leben
Bad Azz wuchs in Long Beach auf und begann, dort auf Hauspartys zu rappen. Schließlich lernte er zu Beginn der 1990er Jahre Snoop Dogg kennen, der ihn zu seinem Label Doggystyle Records, damals ein Subunternehmen von Death Row Records, holte und die Gruppe The LBC Crew gründete, der neben Bad Azz noch die Rapper Lil C-Style und Techniec angehörten. Das Trio nahm das Album Haven′t You Heard... auf, das von Snoop Dogg produziert wurde. Wegen des Auseinanderfallens von Death Row Records und Streitigkeiten um Royaltys wurde die Veröffentlichung jedoch abgebrochen. Es erschien letztendlich erst 2011.

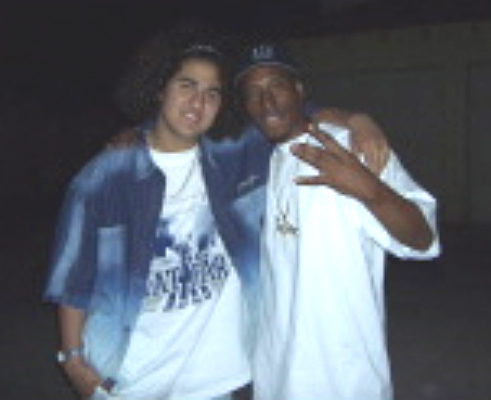
Bad Azz mit Nimapig

Bad Azz wechselte nach diesen Ereignissen zu Priority Records, mit deren Unterstützung er 1998 sein Debütalbum Word on Tha Streets auf den Markt brachte. Das Werk erreichte knapp die Billboard 200, konnte sich darin jedoch nur eine Woche halten. Erfolgreichste Singleauskopplung war We Be Puttin It Down! featuring Snoop Dogg, das in den Spartencharts Hot Rap Singles des Billboard-Magazins Platz 8 erreichte, jedoch nicht in die Hot 100 gelangte.
In der Folge trat er vor allem auf Alben anderer Rapper in Erscheinung. Unter anderem komponierte er für Snoop Doggs Album No Limit Top Dogg, rappte auf EBK4 von Brotha Lynch Hung und auf dem Erstling der Eastsidaz. Darüber hinaus war er neben Snoop Dogg, Kokane und Lil ½ Dead an dem Lied Wrong Idea beteiligt, das auf Tha Last Meal und auf Bad Azz’ zweitem Album Personal Business enthalten war. Auch Wrong Idea hatte mit Platz 75 der Billboard-Hitliste Hot R&B/Hip-Hop Singles & Tracks einen gewissen genrespezifischen Erfolg, konnte aber nicht den Mainstream erreichen. Dennoch erreichte das Album, das von Doggystyle Records veröffentlicht und von Priority Records vertrieben wurde, Platz 59 der US-Albumcharts. 
2003 folgten zwei weitere Veröffentlichungen. Zunächst erschien Money Run, das nur in der Liste R&B Albums von Billboard geführt wurde. Einige Monate folgte Executive Decision, das in keinen Verkaufslisten mehr auftauchte.
Bad Azz blieb danach zwar aktiv, brachte jedoch zunächst keine Musik unter eigenem Namen mehr heraus, sondern war Gastkünstler bei Songs anderer Musiker. So trat er zwischen 2003 und 2009 beispielsweise auf Alben von Paris, Spice 1, Celly Cel und Tha Dogg Pound auf. 2009 schloss er sich mit Bizzy Bone zusammen und nahm unter dem gemeinsamen Namen Thug Pound ein weiteres Album auf. Anschließend erschienen regelmäßig neue Singles und vereinzelte Alben, die allerdings weitgehend unbeachtet blieben.
Er starb am 11. November 2019 über zwei Wochen vor seinem 44. Geburtstag im Southwest Detention Center in Wildomar in Kalifornien, wo er wegen häuslicher Gewalt eine Haftstrafe verbüßte. Die Todesursache wurde noch nicht bekanntgegeben.

## Diskografie

### Alben
- 1998: Word on Tha Streets
- 2001: Personal Business
- 2003: Money Run
- 2003: Executive Decision
- 2009: Thug Pound (gemeinsam mit Bizzy Bone)
- 2011: Im Baaack & I Aint Went Nowhere!
- 2012: Im Baaack & I Aint Went Nowhere! 2
- 2015: The Nu Adventures of Bad Azz

### Singles
- 1999: Ghetto Star
- 1999: We Be Puttin It Down!
- 2000: U Don't Wanna Be Broke
- 2001: Wrong Idea
- 2011: As Long As I Can
- 2011: On Our Grind
- 2014: Knockin
- 2014: Baby Wut′z Up
- 2016: Hip Hop Boombox